# Yosuke Akiyama
Yosuke Akiyama (født 13. april 1995) er en japansk fodboldspiller, som spiller for den japanske fodboldklub Nagoya Grampus.